# فدرر ۴۷۲۶
سیارک ۴۷۲۶ (به انگلیسی: 4726 Federer، نامگذاری:1976SV10) چهار هزار و هفتصد و بیست و ششمین سیارک کشف شده‌است که در ۲۵ سپتامبر ۱۹۷۶ کشف شد.
قدر مطلق سیارک برابر ۱۲٫۸۰ است.